# La Oca (revista)
La Oca fue una revista de cómics que se publicó en España en 1985 (en pleno declive del denominado boom del cómic adulto en España), con un precio de 300 pesetas no tuvo el respaldo esperado y cerró después de 4 números. 

## Contenido
Concebida por Enric Sió editada por el y Viviane Vives, y de formato similar a  LINUS (aunque por la época ya era ALTER), revista italiana creada hacia la mitad de los 60, pionera del llamado "cómic de autor" en Europa, en la que Enric Sió obtuvo reconocimiento internacional. Su formato, portadas y tipografía del título era parecido al de El Globo. A mediados de los 80, Sió propuso La Oca como una alternativa culta y de calidad en el mundo de los cómics. Participaron dibujantes italianos de la talla de Guido Crepax, Sergio Toppi y Dino Battaglia, españoles como Tha, José luis Martín y el propio Sió junto con material clásico de la prensa norteamericana como Little Nemo in Slumberland, Krazy Kat y Peanuts.
| Números | Título           | Autoría     | Procedencia               |
| ------- | ---------------- | ----------- | ------------------------- |
|         | Quico, el progre | J.L. Martín | El Periódico de Catalunya |

## Enlaces
- Ficha de Tebeosfera

- Datos: Q5964558